# قاعدة الأزرق الجوية
قاعدة موفق السلطي الجوية أو قاعدة الأزرق، هي قاعدة جوية تقع في الأزرق افتتحها رسميا الملك حسين في 24 مايو 1981، وسميت باسم موفق السلطي الطيار الذي أستشهد في مواجهة مع الطائرات الإسرائيلية في نوفمبر 1966.

## قواعد سلاح الجو الأردني
يملك سلاح الجو الأردني ستة قواعد جوية رئيسية بالإضافة إلى خمسة عشر سرباً جوياً، ومدرستين مقاتلتين هما مدرسة مدربي الطيران، ومدرسة القتال الجوي.
تقع قيادة سلاح الجو الملكي الأردني في قاعدة الملك عبد الله الجوية والكائنة في مدينة عمان حيث يتواجد فيها قائد سلاح الجو الملكي الأردني إضافة إلى مساعديه ومدراء المديريات.
- قاعدة الملك عبد الله المؤسس عمان - ماركا
- قاعدة الملك حسين الجوية - المفرق
- قاعدة الأمير حسن الجوية - الصفاوي
- قاعدة موفق السلطي الجوية - الازرق
- قاعدة الملك فيصل بن عبد العزيز الجوية - الجفر
- قاعدة الملك عبدالله الثاني - شرق الزرقاء